# WordPerfect
WordPerfect è un software di videoscrittura prodotto in molte versioni a partire dal 1980.

## Storia
WordPerfect fu prodotto originalmente da Bruce Bastian e Alan Ashton, che fondarono la Satellite Software International, Inc., rinominata successivamente WordPerfect Corporation. Nel giugno 1994 il software WordPerfect fu venduto a Novell, che a sua volta lo vendette alla Corel Corporation nel gennaio 1996.
Dall'acquisizione effettuata da Corel, WordPerfect per Windows è ufficialmente conosciuto come Corel WordPerfect. A differenza di Microsoft Word, non è disponibile come prodotto standalone, ma solo come componente di WordPerfect Office, che comprende anche il foglio di calcolo Quattro Pro e il programma di presentazioni Corel Presentations.

## Versione Windows
Nel marzo 2010 Corel pubblica la sua suite WordPerfect Office X5 contenente la nuova versione X5 di WordPerfect che incorpora il supporto ampliato per PDF, Microsoft Office 2007, OpenDocument e Office Open XML. La nuova versione include l'integrazione con Microsoft SharePoint (CMS per .NET) e altri web service orientata verso l'utenza della Pubblica Amministrazione e imprese.

## Versioni
| Anno | Release | DOS  | Apple II     | Amiga | Atari ST | VAX/VMS     | Macintosh   | NeXT  | Windows           | Unix | Linux | Java                 |
| ---- | ------- | ---- | ------------ | ----- | -------- | ----------- | ----------- | ----- | ----------------- | ---- | ----- | -------------------- |
| 1980 | 1.0     |      |              |       |          |             |             |       |                   |      |       |                      |
| 1981 |         |      |              |       |          |             |             |       |                   |      |       |                      |
| 1982 | 2.0     | 2.2  |              |       |          |             |             |       |                   |      |       |                      |
| 1983 |         | 3.0  |              |       |          |             |             |       |                   |      |       |                      |
| 1984 |         | 4.0  |              |       |          |             |             |       |                   |      |       |                      |
| 1985 |         | 4.1  | 1.0          |       |          |             |             |       |                   |      |       |                      |
| 1986 |         | 4.2  | 1.1 / 2.0    | 4.00  | 4.01     |             |             |       |                   |      |       |                      |
| 1987 |         |      |              | 4.1   |          | 4.1         |             |       |                   |      |       |                      |
| 1988 | 4.2     | 5.0  |              |       |          | 4.2, Office | 1.0 - 1.0.7 |       |                   | 4.2  |       |                      |
| 1989 | ?       | 5.1  | 2.1e (final) |       |          | 5.0         |             |       |                   |      |       |                      |
| 1990 |         |      |              |       |          |             | 2.0         |       |                   |      |       |                      |
| 1991 |         |      |              |       |          |             |             | 1.0.1 | 5.1               |      |       |                      |
| 1992 |         |      |              |       |          |             | 2.1         |       | 5.2               | 5.1  |       |                      |
| 1993 |         | 6.0  |              |       |          |             | 3.0         |       | 6.0               |      |       |                      |
| 1994 |         | 5.1+ |              |       |          |             | 3.1         |       | 5.2+, 6.1         | 6.0  |       |                      |
| 1995 |         | 6.1  |              |       |          |             | 3.5         |       |                   |      |       |                      |
| 1996 |         |      |              |       |          |             |             |       | 7.0 (32-bit)      |      | 6.0   |                      |
| 1997 |         | 6.2  |              |       |          |             | 3.5e        |       | 8.0, 7.0 (16-bit) |      |       | WordPerfect per Java |
| 1998 |         |      |              |       |          |             |             |       |                   |      | 7.0   |                      |
| 1999 |         |      |              |       |          |             |             |       | 9.0 *             |      | 8.1   |                      |
| 2000 |         |      |              |       |          |             |             |       |                   |      | 9.0   |                      |
| 2001 |         |      |              |       |          |             |             |       | 10.0 *            |      |       |                      |
| 2003 |         |      |              |       |          |             |             |       | 11.0 *            |      |       |                      |
| 2004 |         |      |              |       |          |             |             |       | 12.0 *            |      |       |                      |
| 2006 |         |      |              |       |          |             |             |       | X3 *              |      |       |                      |
| 2008 |         |      |              |       |          |             |             |       | X4 *              |      |       |                      |
| 2010 |         |      |              |       |          |             |             |       | X5 *              |      |       |                      |
| 2014 |         |      |              |       |          |             |             |       | X7 *              |      |       |                      |
| 2016 |         |      |              |       |          |             |             |       | X8                |      |       |                      |
| 2018 |         |      |              |       |          |             |             |       | X9                |      |       |                      |
| 2020 |         |      |              |       |          |             |             |       | 2020              |      |       |                      |